# Territorio de Luisiana
El Territorio de Luisiana fue un territorio histórico organizado de los Estados Unidos que existió entre el 4 de julio de 1805 y el 4 de junio de 1812, cuando fue renombrado como Territorio de Misuri. Se formó a partir de una parte de las tierras adquiridas por los Estados Unidos en la compra de Luisiana, en el que dicho territorio fue comprado a Francia.

## Legislación de dos territorios
El Octavo Congreso de los Estados Unidos del 26 de marzo de 1804, aprobó una ley titulada "Un acta que erige Luisiana en dos territorios, y modo de gobierno temporal de los mismos", que estableció el Territorio de Orleans y el Distrito de Luisiana. Esta acta, que se tornó efectiva el 1 de octubre de 1804, amplió la autoridad del gobernador y jueces del Territorio de Indiana para proporcionar su jurisdicción temporal sobre el Distrito de Luisiana.

## Creación del territorio de Luisiana
El 3 de marzo de 1805, el Congreso promulgó una legislación que organizaba el Distrito de Luisiana en el Territorio de Luisiana, efectiva el 4 de julio de 1805. Este gobierno territorial se organizó de manera similar a la del Territorio de Indiana.

## Renombrado como Territorio de Misuri
El 4 de junio de 1812, el Duodécimo Congreso de los Estados Unidos promulgó una ley que cambió el nombre del Territorio de Luisiana al de Territorio de Misuri para evitar la confusión con el estado de Luisiana, admitido recientemente a la Unión.

## Límites
El Territorio de Luisiana incluía todo aquello de la compra de Luisiana ubicado al norte del paralelo 33 (el límite sur del actual estado de Arkansas). Los límites sur y oeste con el Texas español y Santa Fe de Nuevo México no estuvieron totalmente definidos hasta la firma del Tratado de Adams-Onís de 1819. La sede del gobierno fue San Luis.